# Reci
Reci (węg. Réty) – wieś w Rumunii, w okręgu Covasna, w gminie Reci. W 2011 roku liczyła 1443 mieszkańców.